# Mono (département)
Pour les articles homonymes, voir Mono.
Le Mono est un département du sud-ouest du Bénin, limitrophe du Togo. Son chef-lieu est Lokossa.

## Géographie
Il est limitrophe de deux départements du Bénin et de la région maritime du Togo à l'ouest.
|                 | Couffo           |            |
| Région maritime | Mono             | Atlantique |
|                 | Océan Atlantique |            |

## Histoire
Le Couffo, qui faisait partie de l'ancien département du Mono, en a été détaché lors de la réforme administrative de 1999.

## Communes

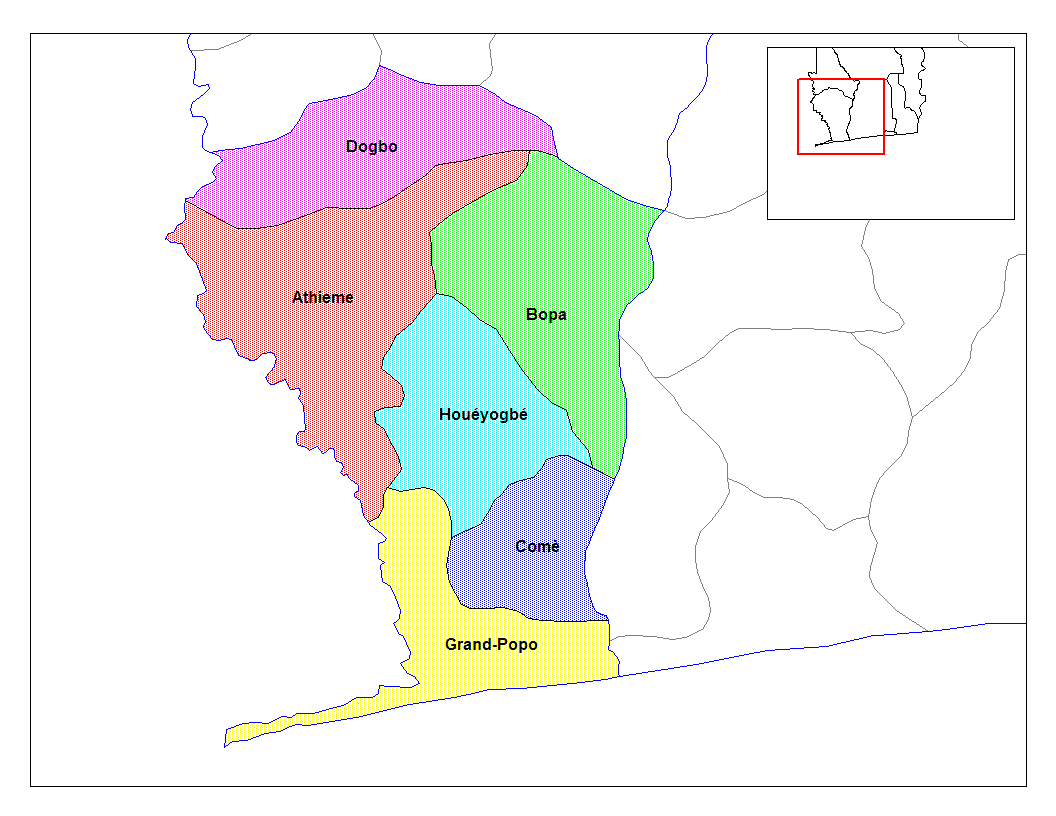
Communes du Mono

Le Mono compte six communes :
- Athiémé
- Bopa
- Comè
- Grand-Popo
- Houéyogbé
- Lokossa (préfecture)

## Villages lobogo
Depuis 2013, le département du Mono compte 400 villages et quartiers de ville.

## Population
Les habitants du Mono sont principalement des Aja, Fon, Xwla, Mina, Sahouè, Kotafon, Xwéda, ou Ayizo[réf. nécessaire].

## Tourisme

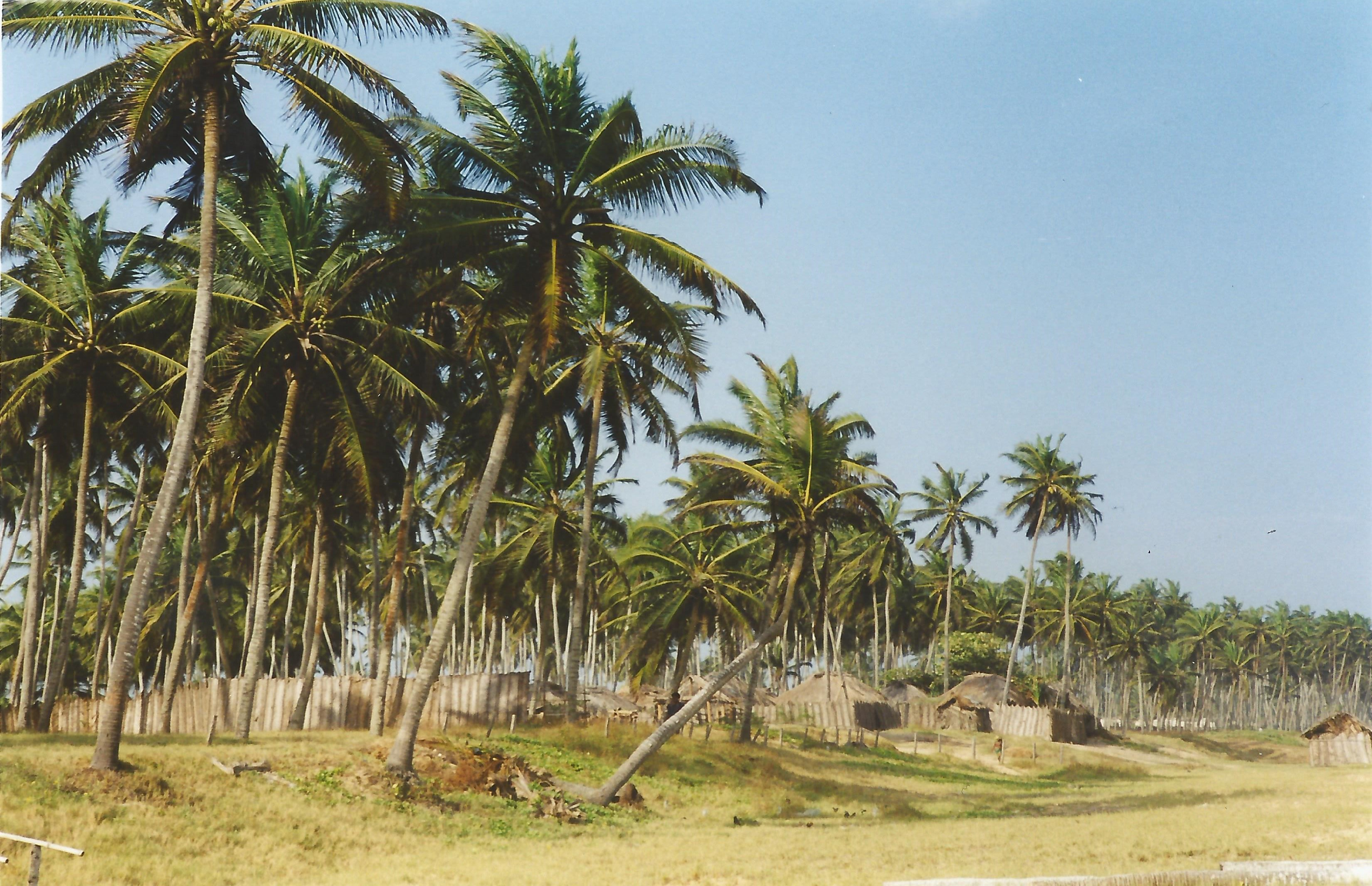
Grand-Popo
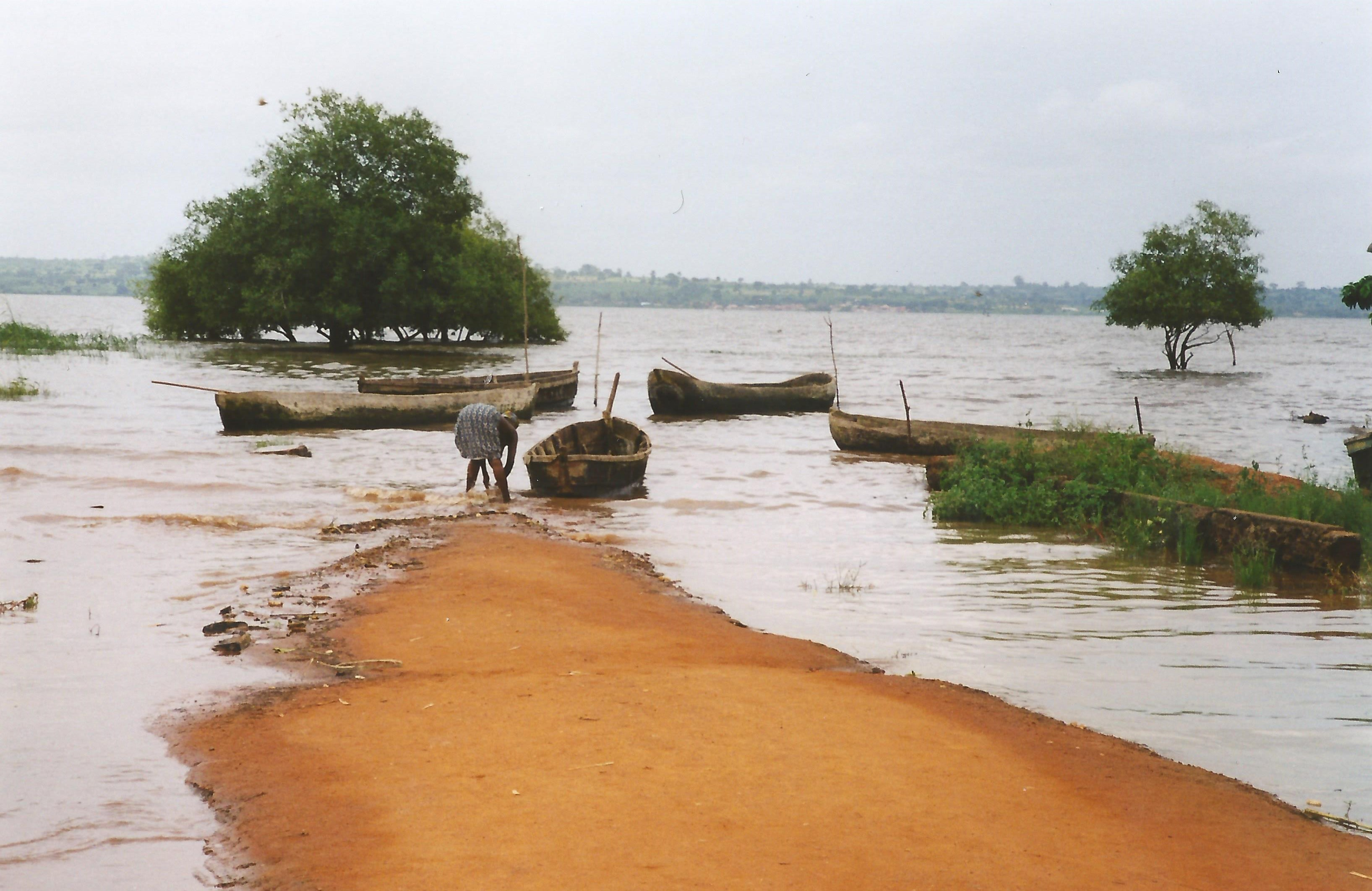
Bopa
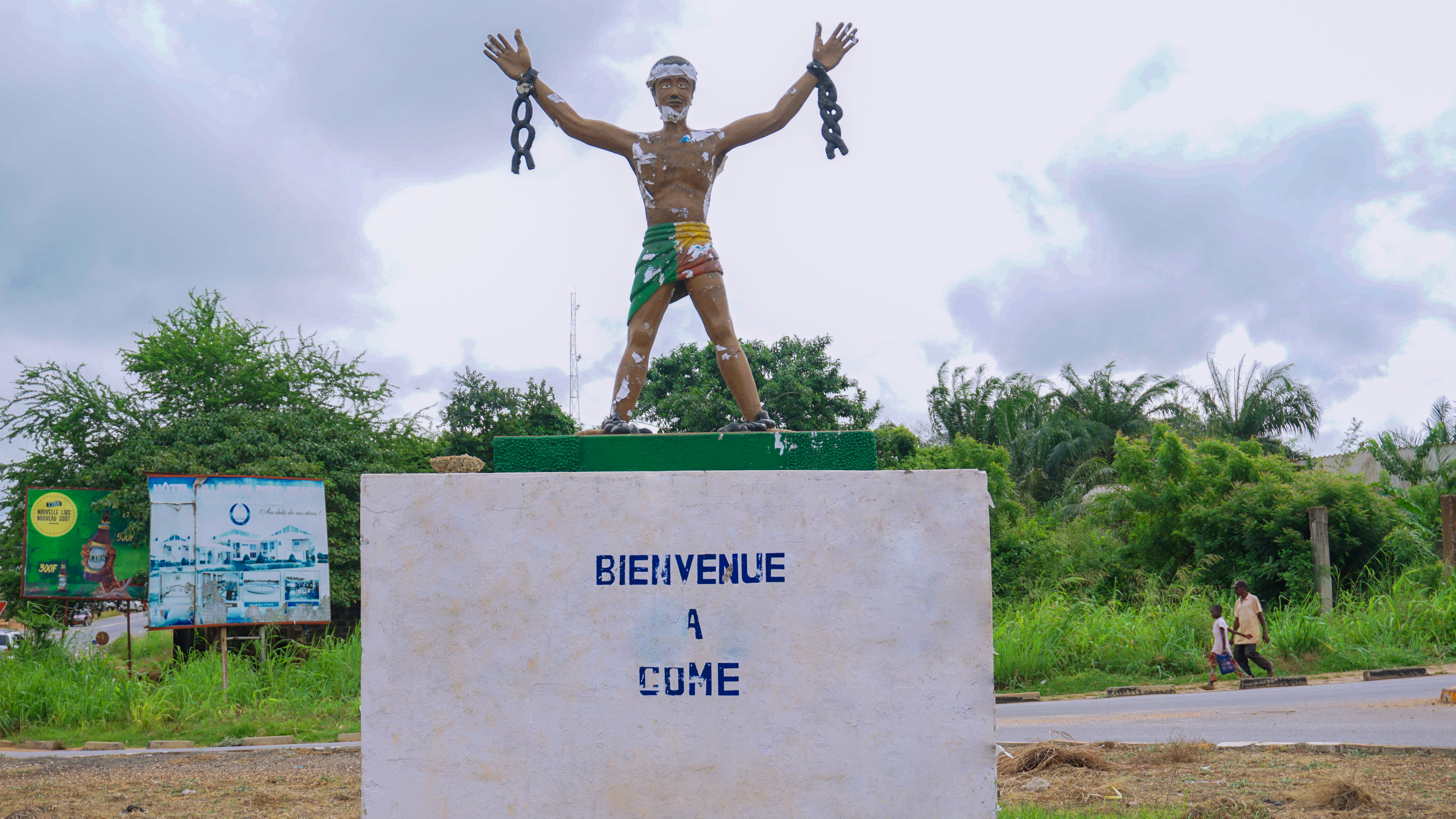
Statue Bénin Soka dans la commune de Comé
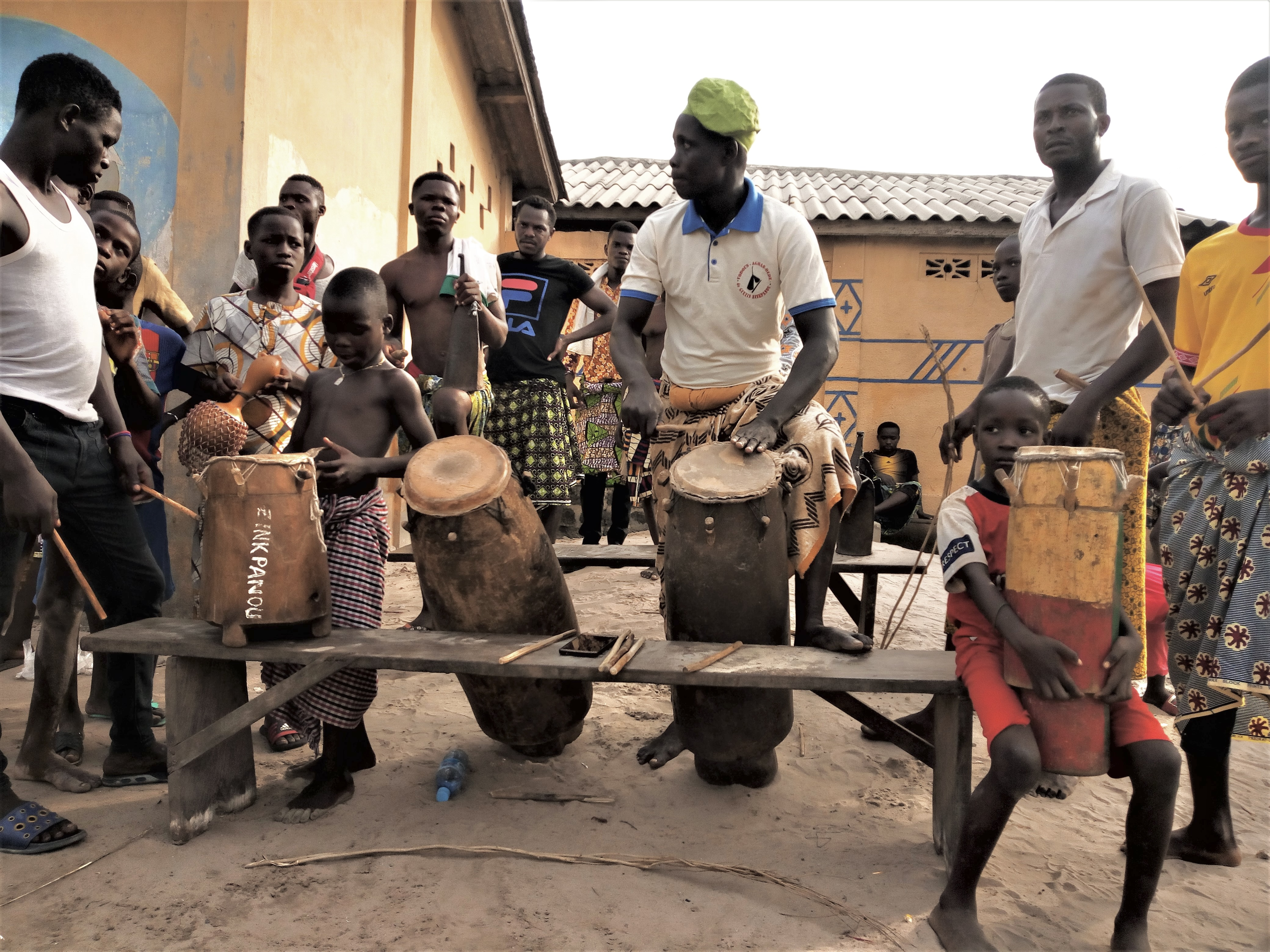
Danse de Zangbéto à Guézin

## Cultures

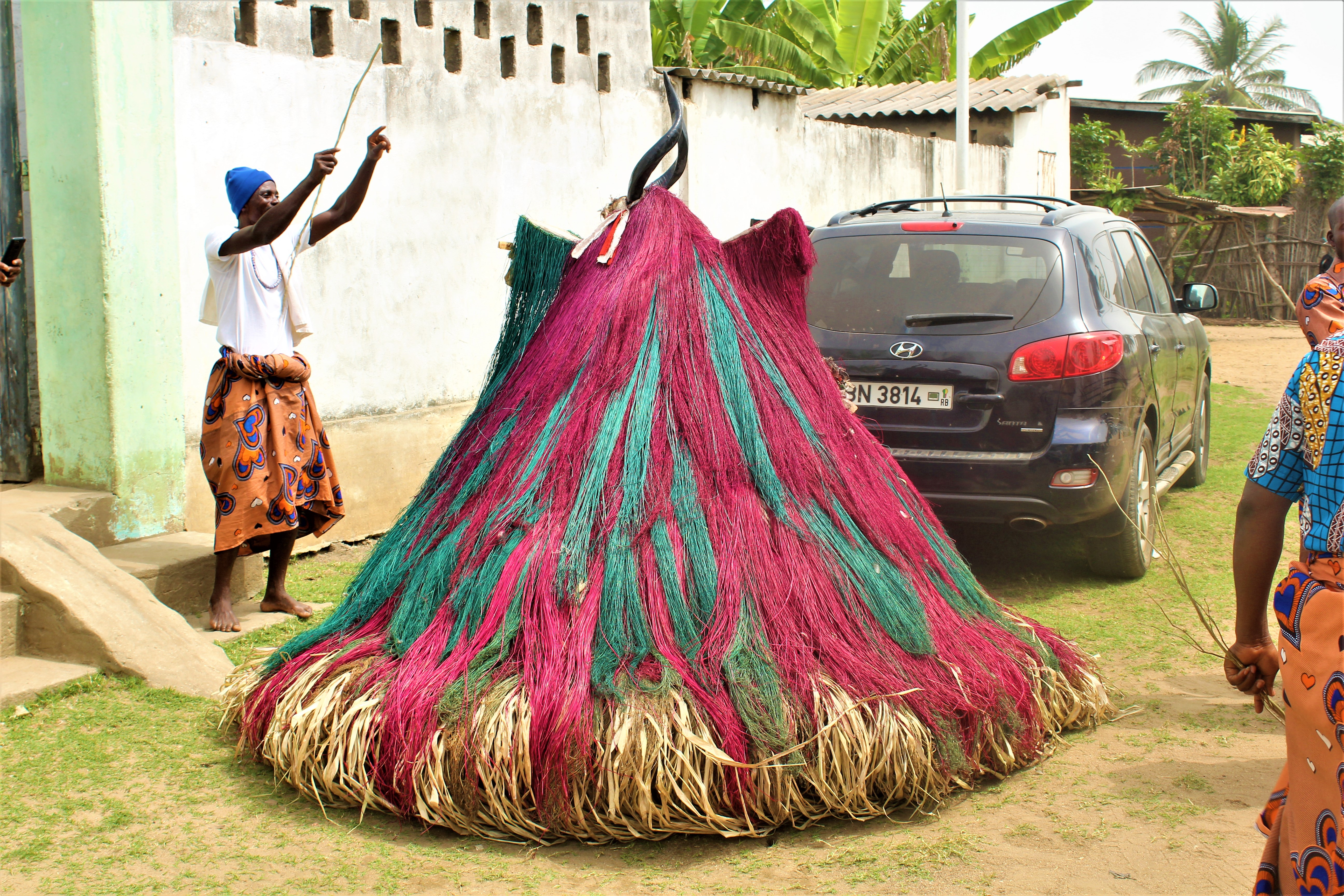
Zangbéto à Grand-Popo
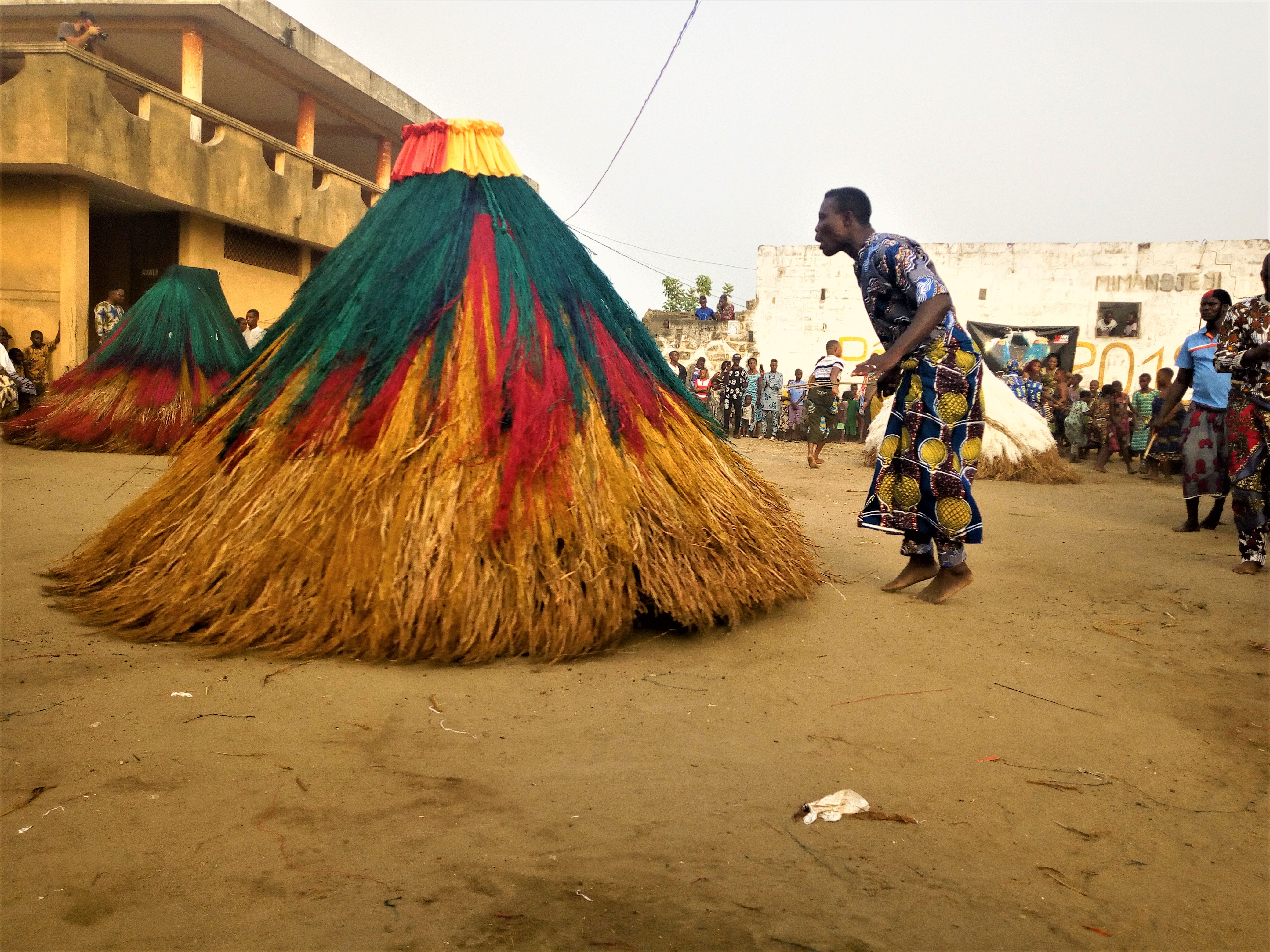
Danse du vodoun Zangbéto à guinzin au Bénin